# Hov (djurfot)
Hov kallas den hornbeklädda delen av foten (egentligen den tredje tån) hos uddatåiga hovdjur.